# أبو جعفر أحمد بن محمد
أبو جعفر أحمد بن محمد (21 حزيران 906 - 31 آذار 963) كان أمير سيستان من عام 923 حتى وفاته في عام 963. وهو المسؤول عن استعادة الحكم الصفاري في سيستان، وكان راعيًا كبيرًا للفنون.

## الأسلاف
وكان والد أبي جعفر أحمد اسمه محمد. كان محمد مرتبطًا ارتباطًا بعيدًا جدًا بمؤسس الإمارة الصفرية، يعقوب الليث الصفاري؛ وكان جده الأكبر هو شقيق جد يعقوب الأكبر. وكان لمحمد علاقة أوثق مع شقيق يعقوب وخليفته عمرو بن ليث، بعد أن تزوج من حفيدة الأخير.

## الحياة
بدأ صعود أبو جعفر أحمد إلى السلطة في مايو 923، عندما أعلنه أهل زرنج أميرًا. كانت سيستان آنذاك تحت حكم عبد الله بن أحْمد [الإنجليزية]، الذي لم يكن محبوبًا في زرنج بسبب ضرائبه الباهظة. استغل أبو جعفر أحمد علاقاته بالصفاريين، وحصل على دعم العيارين والشطار بالمدينة، الذين أحبطوا محاولة عزيز، نجل عبد الله، للاحتفاظ بالسيطرة على المدينة. سرعان ما امتد حكم أبو جعفر أحمد خارج زرنج؛ فانشق عنه ممثل عبد الله في الرخاخ وانضم إليه مواطنو بسطة، وأيد الصفاريين أيضًا. هُزم عبد الله في معركة على يد أنصار أبي جعفر أحمد، مما أجبره على التوجه إلى خراسان السامانية. لكن تم القبض عليه وإعادته إلى زرنج في تشرين الأول 923. وأدى القبض عليه إلى انتهاء حكمه إلى الأبد.
مع أن عبد الله لم يعد يُشكّل تهديدًا لأبي جعفر أحمد، إلا أن ابنه عزيز ظلّ معارضًا له. انقلب بعض أنصار أبي جعفر أحمد عليه، وألقوا بثقلهم خلف عزيز، مما أجبر الصفاريين على الزحف نحو بسطة مرتين لقمع المتمردين. حاول عزيز الاستيلاء على سيستان، لكنه هزم على يد جيش الصفارين في نهاية عام 925. ففر إلى خراسان، منهيًا محاولته للاستيلاء على سيستان.
وبعد أن نجح في الدفاع عن نفسه ضد المتمردين، سعى أبو جعفر أحمد إلى توسيع مملكته على حساب الخلافة العباسية، التي كانت تعاني من سلسلة من النكسات على مدى السنوات القليلة الماضية. فأرسل عددًا من مسؤوليه إلى كرمان، وهي مقاطعة كانت في السابق تابعة للصفارين. وكان المسؤولون يجمعون الضرائب، ثم يعودون إلى سيستان. لذلك كانت سلطة الصفارين على كرمان مؤقتة فقط؛ حيث احتفظ العباسيون بقبضة فضفاضة على الإقليم لعدة سنوات أخرى قبل أن يستولي عليه بنو إلياس في عام 932.
ظل أبو جعفر أحمد منشغلًا بالاضطرابات في بسطة. كان عليه أن يصل شخصيًا إلى المدينة في عام 931 للتعامل مع التمرد، وتم إرسال قوة أخرى في العام التالي. وقد ساهمت الأحداث في الإمارة السامانية المجاورة أيضًا في الاضطرابات. في عام 930م فشلت مؤامرة للإطاحة بالأمير الساماني نصر بن أحمد واستبداله بإخوته. وصل عدد قليل من الأفراد المشاركين في المؤامرة إلى بسطة في عام 932 على رأس فرقة من القوات وهاجموا الحاكم الصفاري هناك. اضطر أبو جعفر أحمد إلى الوصول على رأس جيش وهزيمة الهاربين. ولأن الحاجة إليه كانت كثيرة في بسطة وأجزاء أخرى من الولايات الشرقية، كان أبو جعفر أحمد يترك زرنج في كثير من الأحيان في أيدي أبناء طاهر بن أسنام الثلاثة.
بعد هذه الاضطرابات الأولية، هدأت الأوضاع في سيستان والمحافظات المحيطة بها لعدة سنوات، مما أدى إلى فترة سلمية نسبيًا في عهد أبي جعفر أحمد. كان يحظى باحترام كبير من جيرانه؛ حتى السامانيون، الأعداء التاريخيون للصفاريين، كانوا على ما يبدو ودودين معه (في الواقع، أشاد الشاعر رودكي باسم الصفاريين في مديح له في بلاط السامانيين في بخارى). كما نظر شعراء آخرون، من الفارسيين والعرب، إلى الأمير بشكل إيجابي. وقد أقيمت في سيستان العديد من المجالس العلمية، وحضرها أعلام هذا المجال أمثال أبي سليمان محمد السجستاني والنسفي.
ولكن هذا السلام لم يدُم طويلا. وسرعان ما تحولت الفصائل المختلفة خارج العاصمة إلى العنف ضد بعضها البعض، مما اضطر إلى إرسال الجيش. منذ عام 950 فصاعدًا كان هناك اضطرابات مستمرة في سيستان. وفي هذه الأثناء، فقد أبناء طاهر بن أسنام الثلاثة مكانتهم وسُجنوا، وقد كانوا يحكمون أحيانًا باسم أبي جعفر أحمد عندما كان غائبًا عن زرنج. وفي مكانهم تولى أبو الفتح قائد الجيش العديد من مهام الحكومة. ولكنه ثار في نهاية المطاف، وحصل على قدر كبير من الدعم من الناس خارج زرنج. دُعم أبو الفتح أيضًا من صفاريٍّ آخر، وهو أبو العباس بن طاهر، الذي ادّعى، بصفته حفيدًا لعمرو بن ليث، صلة قرابة مباشرة بأمراء الصفاريين الأصليين (في المقابل، لم يستطع أبو جعفر أحمد أن يدّعي نسبه إلى عمرو إلا من جهة أمه).
وتقدم المتظاهر أبو العباس برفقة أبو الفتح نحو زرنج. التقى بهم أبو جعفر أحمد في المعركة، ومع التعزيزات التركية من بسطة، هزم المتمردين. فرّ أبو الفتح إلى نيسابور، حيث توفي هناك في صيف عام 963.
وانضم أبو العباس إلى مؤامرة مع أحد غِلمان [الإنجليزية] أبي جعفر أحمد الأتراك. قاموا معًا بقتل أبي جعفر أحمد بعد حفلة شرب في نهاية شهر آذار عام 963 ونهبوا خزنته. وكان ابن الأمير ووريثه أبو أحمد خلف قد غادر العاصمة في ليلة القتل، وبعد أقل من شهرين تمكن من الاستقرار في زرنج.